# Lighters Up
Lighters Up (Welcome to Brooklyn) (pol. Zapalniczki W Górę (Witamy w Brooklynie) - pierwszy singel raperki Lil’ Kim, promujący jej czwarty album studyjny „The Naked Truth”. Piosenkę wydano 13 września 2005. Singel zdobył złotą płytę.

## Pozycje
| Lista                    | Pozycje |
| ------------------------ | ------- |
| US Billboard Hot 100     | 31      |
| US Rap Songs             | 8       |
| US Hot R&B/Hip-Hop Songs | 9       |
| UK Singles Chart         | 12      |
| German Singles Chart     | 67      |
| Finish Singles Top 20    | 4       |
| Ireland Singles Top 50   | 44      |
| Sweden Singles Top 60    | 58      |